# توب غير (موسم 9)
توب غير 9 (بالإنجليزية: Top Gear)‏ هو السلسلة التاسعة للبرنامج التلفزيوني البريطاني الذي يهتم بالمركبات، توب جير، تم إنتاجه في المملكة المتحدة. بدأ عرضه في سنة 2007. عرض على بي بي سي تو. بلغ عدد حلقاته 7 حلقات، تم بث البرنامج لأول مرة بتاريخ 28 يناير 2007 بينما تم بث آخر حلقة منه بتاريخ 25 يوليو 2007. مقدمو البرنامج جيرمي كلاركسون، ريتشارد هاموند وجيمس ماي.

## النقد والجدل
بعد بث الحلقة الأولى من السلسلة، اشتكى العديد من المشاهدين بعد مشاهدة كلاركسون وهو يسأل هاموند عن شعوره بعد الحادث بسؤال ”هل أنت الآن مختل عقلياً؟ ورداً على الشكاوى، ادعت هيئة الإذاعة البريطانية أن التعليقات كانت مجرد مزحة، لكنها أدركت أنها قد تسبب إساءة للمشاهدين المعاقين عقلياً والمتضررين عقلياً، وبالتالي اعتذرت عن عدم أخذ ذلك في الاعتبار.
حلقة الولايات المتحدة: بقرة على كامارو

بعد بث البرنامج الخاص في الولايات المتحدة، تلقت كل من هيئة الإذاعة البريطانية وهيئة تنظيم الإعلام البريطانية ”أوفكوم“ 91 شكوى فيما يتعلق بالمشهد الذي قاد فيه كلاركسون سيارته إلى موقع تخييم الثلاثي وبقرته مربوطة بسيارته الكامارو، وردًا على ذلك، دافعت هيئة الإذاعة البريطانية عن البرنامج بالقول إن البقرة لم تتعرض للأذى أو الإصابة من قبل كلاركسون وأنها ماتت قبل عدة أيام من تصوير المشهد.